# 民弥流
民弥流（たみやりゅう）は、居合術の流派のひとつ。遠祖を林崎甚助重信、流祖を民弥権右衛門宗重とする。富山藩、加賀藩など、北陸を中心に伝承された。

## 概要
剣術や柔術の付随発展ではなく、居合術のみで一流として体系だてられた専門流派である。民彌流と表記されることもある（漢字制限以後は主に現表記）。伊予吉田藩、西条藩には民谷流の名で伝わったとされる。林崎流から同様に分派した傍系の「田宮流（たみやりゅう）」と同音であるため、表記揺れによる誤記も資料によっては有り得る。加賀藩では、民弥流とともに、民弥流から分派したと思われる「相心流」なる居合流派も伝わっていた。現存の民弥流は富山藩に伝わった系統であり、その他の系統は明治以後伝承が途絶えたとされる。
以下の書物に富山藩に伝わった民弥流の伝書が掲載されており、デジタルアーカイブ資料として公開されている。
- 天保7年（1836年）『諸芸雑志』（富山県立図書館所蔵）巻11:82-86頁

## 歴史
流祖の民弥権右衛門宗重は、上泉孫次郎義胤と同一人物とされる。上泉義胤は、上泉信綱の孫であり、父である岡村行綱（上泉秀胤という説もある）が上泉流軍法を授けたものの新陰流剣術は学ばせず、長野無楽斎から無楽流（長田宮流）居合を学ばせ、夢想流（上泉流）居合を開いた。はじめに軍法師範として岡山藩に仕え、居合術を極めたのち居合術師範として尾張藩に仕える。孫次郎：孫四郎、義胤：義郷など当時の資料には表記揺れが多いのに加え、義胤は改名が多い人物でもあり、のちに上泉権右衛門秀信、岡村新之丞などと名を変えていった。ある晩年の時期に母方の姓である民弥に改姓して民弥権右衛門宗重と名乗った際に、自身の流儀も民弥流と改め教授したため、夢想流とは別の流派として伝承されていったと考えられている。正保4年（1647年）12月11日に没したとする説があるが、享年は詳らかでなく、また墓所も明らかになっておらず、謎の多い人物である。
現存している系統は、長屋七左衛門吉富（飛騨国金森家の浪人）が正徳（1711 - 1716）年間に富山藩に伝えたものである。この系統は富山藩の藩校「廣徳館」でも指導された。文政2年（1819年）に次期富山藩主・前田利保に上覧した記録も残されている。明治時代以降は、富山藩士で武術師範であった黒田正好（明治6年没）家伝の系統と、そこから別れた高岡弥兵衛（黒田正好の弟子）の系統とで伝承・教授された。

## 技法
富山藩に伝わった民弥流の基本の形（表の形）は以下の通りである。
- 表之型（前七之勝）
  - 一ッ目、真之太刀（真太刀）
  - 二ッ目、行之太刀（行太刀）
  - 三ッ目、草之太刀（早太刀）
  - 四ッ目、向掛（向拂）
  - 五ッ目、柄取
  - 六ッ目、観念太刀（観念）
  - 七ッ目、陽之剣（陽剱）

黒田鉄山は林崎諸流のなかでも特に田宮流との技法上の関連を示唆しており、実際に田宮流の古い伝書にある「刀ヲ帯シ左足ヲ居敷キ右足ヲ前ヘ出シテ」、「右の足を立て、左の足を引きながら少し前かかり、抜く手と引く足と腰の延べとともに調い」、「一調子ニ速ニ抜出スヲ格トシ」、「直に左へ廻し旋らし、頭上に冠りて打ち込み切り付くるなり」そのままの形を伝えている。居合術の古態をとどめた高度な内容の形を特徴としており、その趣旨は実戦の模擬ではなく身体運用法を学ぶことであるという。

## 系譜
富山藩に伝わったのち、さらに黒田家に伝わった系統を記す。
- （林崎甚助重信）
- （田宮平兵衛重正）
- （長野無楽斎槿露）
- 民弥権右衛門宗重
- 渡辺三右衛門宗則
- 長屋七左衛門吉富
- 小嶋平吉直吉
- 加藤与七茂信
- 佐伯万右衛門政直
- 野口源蔵冝政
- 黒田弥平正好
  - 高岡弥兵衛義孝
    - 清水敏之万象
      - 清水矩之（1997年時点。「空道館」館長）[20]

  - 黒田寛正郡
    - 黒田正義
      - 黒田泰治
        - 黒田繁樹
          - 黒田鉄山（「振武館」館長）
            - 黒田泰正 （「振武館」副館長）[30]